# Blanka Dužanec
Blanka Dužanec bila je hrvatska keramičarka (Zagreb, 28. svibnja 1908. – Zagreb, 26. lipnja 1989.). Završila je Likovnu akademiju u Varšavi (1932.). Predavala je na Obrtnoj školi u Zagrebu od 1933–63., gdje je 1934. organizirala keramički odjel. U svojim radovima (vaze, tanjuri, zdjele, figure), većinom u tehnici engobe, naglašava crtež i primjenjuje zagasite boje. Dobila je Nagradu »Vladimir Nazor« za životno djelo (1970.).